# Saurita bipuncta
Saurita bipuncta là một loài bướm đêm thuộc phân họ Arctiinae. Loài này được George Hampson mô tả năm 1898. Loài này có ở bang Santa Catarina và Rio Grande do Sul của Brasil.